# De ijzeren schelvis
De ijzeren schelvis is het drieëndertigste stripverhaal uit de reeks van Suske en Wiske. Het is geschreven door Willy Vandersteen en gepubliceerd in De Standaard en Het Nieuwsblad van 27 september 1954 tot en met 7 februari 1955. 
De eerste albumuitgave was in 1955, in de Vlaamse ongekleurde reeks met nummer 23. In 1967 verscheen het verhaal in de Vierkleurenreeks met albumnummer 76. De geheel oorspronkelijke versie is in 1996 heruitgegeven in Suske en Wiske Klassiek. 

## Personages
- Suske, Wiske, tante Sidonia, Lambik, Jerom, professor Barabas, Jan van Dieperdale, Nikki (zeemeermin), kapitein Hanker, stuurman Rhoer, matroos Zwabber, Sjam en Foeters, Soemarina en Krustax (de ouders van Nikki), Walrux (walvis), Akuwax (watergeest en verzorger van de oesterbank, bestaand uit kleine luchtbelletjes)

## Voertuigen
- De bathyscafen De IJzeren Schelvis en De Baracuda

## Locaties
- De golf van Thessaloniki in Griekenland, onderwaterstad Alanta

## Verhaal
Tijdens een kampeertrip zijn Suske, Wiske en Lambik getuige van een auto-ongeluk. Ze helpen de inzittende, die over een kist in zijn auto praat. De kist wordt gestolen en de vrienden bellen tante Sidonia. Zij haalt de vrienden op en op de weg vinden ze de kist toevallig. De dokter komt langs en vertelt dat de gewonde nog een tijd bewusteloos zal blijven. 
Dan ontdekken de vrienden een zeemeermin die in de koffer van de man zat. Als de man wakker wordt, zegt hij dat zijn dagboek nog in zijn auto zit. Jerom gaat naar de auto en vindt ook een kaart, maar merkt niet dat hij in de gaten wordt gehouden door de mannen die de koffer wilden stelen. Op het dagboek staat dat de man Jan van Dieperdale heet. Als Jerom thuiskomt wordt Jan net naar het ziekenhuis gebracht.
De vrienden lezen het dagboek, waarin staat dat Jan de zeemeermin heeft gevonden in de Golf van Thessaloniki. Hij redde haar van een octopus en noemde haar Nikki. Hij ging langs kermissen en kapitein Hanker en stuurman Rhoer willen Nikki ontvoeren als hij naar de kermis van Kommersbonten vertrekt. De vrienden beseffen dat ze die dag in aanraking kwamen met Jan van Dieperdale, en de ontvoering hebben voorkomen. Nikki vertelt dat ze over de stad op de zeebodem heeft gesproken tegen kapitein Hanker, hij wil haar gebruiken om de stad te vinden. De vrienden lezen over de stad Atlanta, die afgezonken is naar de oesterbank waar de Parels van het Geluk verborgen zijn. Dan belt een werknemer van Sjam en Foeters, Internationale Financiering, en stelt voor de kaart of Nikki te geven in ruil voor geld voor een eigen expeditie naar de onderwaterstad. Ook krijgen de vrienden een bathyscaaf, die ze de IJzeren schelvis noemen. Ze vragen professor Barabas om hen te helpen met de inrichting ervan.
Lambik gaat aanvankelijk mee omdat hij niet in de onderwaterstad gelooft, maar reist later toch zijn vrienden achterna. Hij landt echter met zijn valscherm in het kamp van de tegenstanders, die hun bathyscaaf de Baracuda genoemd hebben. Jerom is opeens verdwenen en de vrienden beginnen zonder hem aan de expeditie. Als ook Lambik verdwijnt besluiten Suske, Wiske, Nikki en tante Sidonia om de tocht alleen voort te zetten. Dan blijkt dat Zwabber zich vermomd heeft als Lambik en een bom in de bathyscaaf van de vrienden heeft achtergelaten. Jerom had zich in de machinekamer verborgen en redt de echte Lambik. Met duikpakken vertrekken ze samen naar de ijzeren schelvis, maar daar aangekomen ontploft de bom. De schroef is geblokkeerd en de benzinevlotter is lekgeslagen en hierdoor zinkt de bathyscaaf.
Nikki vertelt dat haar ouders haar verboden hadden de stad te verlaten vanwege de gevaarlijke zeeslang Serpentix. Als de vrienden zonder zuurstof komen besluit Nikki naar Atlanta te zwemmen om hulp te halen. Ze wordt echter opgeslokt door een zeeanemoon die op een krab groeit en Suske en Wiske proberen haar te helpen. Ze ontmoeten een rog, een zwarte zwaardvis en Serpentix, maar bereiken toch veilig Atlanta. Daar ontmoeten ze de ouders van Nikki, Soemarina en Krustax, die met Walrux walvis de bathyscaaf naar de stad halen. In de stad kunnen de vrienden ademen, en ze overwinnen aanvallende zwaardvissen. Krustax mag de vrienden de oesterbank niet wijzen, en ze besluiten zelf op zoek te gaan. Maar opnieuw vallen de zwaardvissen aan en ze proberen de patrijspoorten te breken. Akuwax redt Lambik van de vissen en vertelt dat hij al eeuwen de oesterbanken van Atlanta verzorgt. Maar Akuwax vindt Lambik nog niet rijp genoeg om te vertellen waar de oesterbank zich bevindt, Lambik moet zelf maar zoeken.
Met gedoofde lichten achtervolgen de vrienden Akuwax en komen tegelijk met de Baracuda bij de oesterbank. Tante Sidonia en Jerom lokken de Baracuda weg, Lambik en Suske en Wiske komen tegelijk met Rhoer en Hanker bij de oesterbank. Maar Nikki zit in de grootste schelp, die zich voor eeuwig zal sluiten als er een oester wordt weggenomen. De boeven houden de vrienden onder schot, maar willen het pistool weg doen in ruil voor Zwabber. Jerom en Sidonia laten hem naar zijn maten gaan, en dan gooit Nikki parels naar buiten. De boeven ontsnappen zonder parels. Nikki wordt opgesloten in de grote schelp en ook Lambik en Jerom komen klem te zitten. Verdrietig en boos om het verlies van haar vrienden gooit tante Sidonia parels kapot. Dan verschijnt de boodschap: men vindt het geluk niet door het te zoeken, doch door het te geven. Wiske gaat de boeven achterna, en geeft ze wat parels. De kapitein keert later terug naar de grot en brengt de parels terug, dan kunnen Jerom, Lambik en Nikki uit de schelp kruipen. Iedereen heeft zijn lesje geleerd over ware rijkdom. Thuisgekomen blijkt Sjam en Foeters failliet te zijn en Nikki gaat samen met haar ouders mee op kermisronde met Jan van Dieperdale, die weer genezen is.

## Achtergronden bij het verhaal
- De naam van de onderwaterstad Atlanta is een woordspeling op Atlantis. Er zijn in het verhaal meer woordspelingen: Hanker (anker), Rhoer (roer), Walrux (walrus). Sjam en Foeters is een verwijzing naar "sjamfoeter", Antwerps dialect voor een bedrieger. Soemarina en Crustax verwijzen naar Franse woorden: "sous-marin" (onderzeeër) en "crustacé" (schaaldier).
- Kommersbonten is een fictieve plaats die in sommige S&W-verhalen voorkomt. De naam is een woordspeling op Bommerskonten.
- Jerom draagt in dit verhaal het gedicht De Pruimenboom van Hieronymus van Alphen voor aan een oud en bijziend vrouwtje. Zijn versie is echter wel een bijzonder ingekorte versie, voorgedragen in Jeroms typische telegramstijl.
- De zoektocht naar de parels van het geluk heeft een grote gelijkenis met de zoektocht naar de heilige graal of de steen der wijzen, ook objecten die voor rijkdom en geluk kunnen zorgen.
- De Zwitser Auguste Piccard ontwierp de bathyscaaf Trieste in 1953. Het toestel werd in 1958 door de Amerikaanse Navy aangekocht en in 1960 doken Jacques Piccard en Don Walsh met de Trieste tot 10 916 meter, een record dat pas in maart 2012 geëvenaard werd door James Cameron.
- Als Nikki ten tonele wordt gevoerd, spreekt ze een taal die de hoofdpersonen niet verstaan. In de oorspronkelijke versie was dat Nederlands, geschreven in Griekse letters. Omdat veel lezers dat niet begrepen, werd haar bij latere dialogen achterstevoren geschreven Nederlands in de mond gelegd. Deze truc herhaalde Vandersteen kort daarna in De brullende berg.
- Nikki en haar ouders doken later weer op in De bonkige baarden.
- De IJzeren Schelvis komt opnieuw voor in De apekermis en veel later nog in Het oog van Ra, een verhaal uit 2013 van Peter van Gucht en Luc Morjaeu.